# Râul Lapoș, Saciova
Râul Lapoș este un curs de apă, afluent al râului Saciova. 